# وی‌ژوا (مینه‌سوتا)
وی‌ژوا (به انگلیسی: Wasioja) یک منطقهٔ مسکونی در ایالات متحده آمریکا است که در Wasioja Township واقع شده‌است. وی‌ژوا ۳۵۶٫۰۱ متر بالاتر از سطح دریا قرار دارد.